# Gymnotettix occidentalis
Gymnotettix occidentalis is een rechtvleugelig insect uit de familie Episactidae. De wetenschappelijke naam van deze soort is voor het eerst geldig gepubliceerd in 1901 door Bruner.